# Degua Tembien
« Haguere Selam (Tigray) » redirige ici.  Pour la ville du sud de l’Éthiopie, voir Hulla.
Degua Tembien ou Dogu'a Tembien est un des 36 woredas de la région du Tigré, en Éthiopie. En langue Tigrinya, le nom signifie "Haut-Tembien", d'après l'ancienne province du Tembien. Ce district montagneux fait partie de la Zone du Sud-Est Tigré. Le centre administratif de ce woreda est Hagere Selam. 

## Réservoirs
Dans ce district il ne pleut que quelques mois sur l'année. Des réservoirs ont été construits pour contenir les eaux pour l'utiliser pendant la saison sèche. Les réservoirs de ce district comprennent :
- Lac Chini
- May Leiba
- Lac Giba

En général, ces réservoirs subissent une sédimentation rapide,. Une partie des eaux des réservoirs est perdue par percolation; un effet secondaire et positif est que ces eaux contribuent à la recharge des aquifères.

## Personnalités liées
- Hagos Welay Berhe, coureur cycliste éthiopien né dans le district.